# Alfred Tennyson, 1. Baron Tennyson

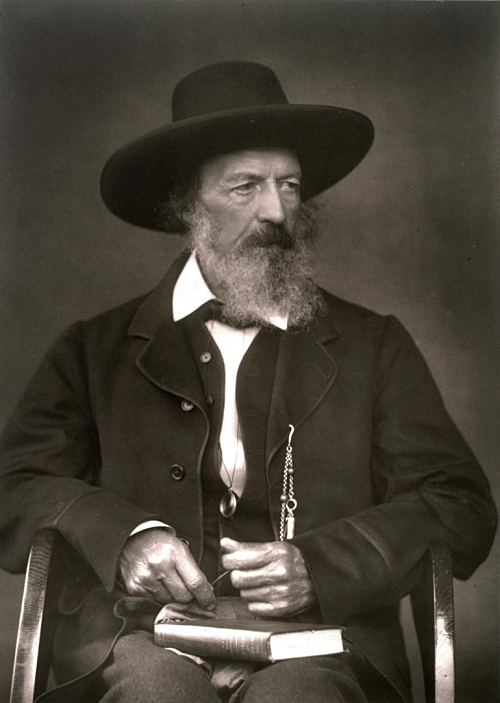
Alfred Tennyson, 1. Baron Tennyson

Alfred Tennyson, 1. Baron Tennyson, auch genannt Alfred Lord Tennyson (* 6. August 1809 in Somersby, Lincolnshire; † 6. Oktober 1892 in Aldworth bei Reading) war ein britischer Dichter des Viktorianischen Zeitalters.

## Leben
Tennyson war das dritte von elf Kindern des Geistlichen und Lehrers George Tennyson. Außer den vier Jahren an der Grundschule wurde Tennyson von seinem Vater unterrichtet. 1827, mit achtzehn Jahren, ermöglichte eine vermögende Tante Tennyson ein Studium am Trinity College in Cambridge. Diese noble Geste und die liberale Welt an der Universität machten auf den schüchternen Tennyson großen Eindruck.
Zwischen 1828 und 1830 studierte Tennyson in Cambridge am Trinity College, beendete aber sein Studium nicht. Während dieser Zeit war er Mitglied der Cambridge Apostles.
Tennyson dichtete schon seit seiner Schülerzeit und konnte 1826 mit seinen Brüdern Frederick Tennyson und Charles Tennyson die Anthologie Poems of two brothers veröffentlichen. Als Student wurde Tennyson für ein Gedicht die Chancellor’s medal for English verse verliehen. Im Sommer 1830 reiste Tennyson mit Arthur Henry Hallam durch Frankreich in die Pyrenäen. Sie wollten Revolutionären, welche sich gegen die spanische Monarchie erhoben, einen im Vereinigten Königreich gesammelten Geldbetrag überbringen.
Als im März 1831 sein Vater starb, verließ Tennyson sofort die Universität, um seiner Mutter beizustehen. Ein Jahr später verlobte sich sein Freund Hallam mit seiner Schwester Emily. Hallam starb überraschend am 15. September 1833. Tennyson war so erschüttert, dass er sich für die nächsten vier Jahre vollkommen zurückzog. Erst als die Familie Ende 1837 von Somersby nach High Beech, Epping (bei London) zog, schien sich Tennyson wieder zu erholen. Anfang 1838 verlobten sich Tennyson und Emily Sellwood, die Schwester seiner Schwägerin. Da Tennyson nach zwei Jahren immer noch nicht von seinem literarischen Schaffen leben konnte, löste Familie Sellwood die Verlobung.
Am 1. Juni 1850 veröffentlichte Tennyson In Memoriam, eine elegische Klage auf den Tod seines Freundes Arthur Hallam, an der er siebzehn Jahre lang gearbeitet hatte. Mit diesem Gedicht schaffte er den Durchbruch; die Kritik war überwältigend. Am 13. Juni heirateten er und Emily Sellwood und am 19. November ernannte ihn Königin Victoria zum Poet Laureate.
Von 1851 bis 1853 wohnte Tennyson in Chapel House, in Twickenham. Tennyson schrieb die im selben Jahr veröffentlichte Ode on the Death of the Duke of Wellington.
1854 schrieb er das berühmte Gedicht The Charge of the Light Brigade zum Gedenken an den tapferen, blutigen und verlustreichen Angriff der leichten britischen Kavalleriebrigade am 25. Oktober 1854 auf eine russische Artilleriestellung im Krimkrieg während der Schlacht von Balaklawa. Das Gedicht erschien am 9. Dezember 1854 im Examiner und machte die Attacke bekannt. Sie wurde später zweimal verfilmt: 1936 von Michael Curtiz (Der Verrat des Surat Khan) und 1968 von Tony Richardson (Der Angriff der leichten Brigade).
1864 wurde er Ehrenmitglied (Honorary Fellow) der Royal Society of Edinburgh und 1865 Mitglied (Fellow) der Royal Society of London. 1875 wurde Tennyson in die Académie royale des Sciences, des Lettres et des Beaux-Arts de Belgique und 1876 in die American Academy of Arts and Sciences gewählt. 1884 wurde er als Baron Tennyson, of Aldworth in the County of Sussex and of Freshwater in the Isle of Wight, und zum Peer erhoben. Damit stand ihm auch ein Sitz im House of Lords zu. Im Winter 1888/89 zog er sich ein rheumatisches Leiden zu, von dem er sich nicht mehr erholte. Eine Umfrage in dieser Zeit ermittelte, dass Tennyson neben Königin Victoria und Premierminister William Gladstone der bekannteste Brite war.
Aus Tennysons Ehe mit Emily Sarah Sellwood (1813–1896) gingen zwei Söhne hervor:
- Hallam Tennyson, 2. Baron Tennyson (1852–1928) wurde zweiter Generalgouverneur Australiens und Gouverneur von South Australia.
- Lionel Tennyson (1854–1886) arbeitete für das India Office. Während einer Indien-Reise erkrankte er an Malaria und starb auf der Rückreise.

Alfred Tennyson erkrankte im Frühling 1892 an einer hartnäckigen Grippe, an der er am 6. Oktober 1892 frühmorgens in seinem Haus in Aldworth starb. Sein Sohn Hallam erbte seinen Titel.

## Werke
Seine Gedichte thematisierten oft die englische Mythologie (z. B. die Artussage in Idylls of the King 1859) und Geschichte (z. B. The charge of the Light Brigade) und boten somit inhaltlich verschiedenste Vorlagen für die viktorianischen Kunstbewegungen des 19. Jahrhunderts, wie die Ästhetische Bewegung, die Arts and Craft-Bewegung, die später im Jugendstil mündete, und die präraffaelitische Bruderschaft, die insbesondere The Lady of Shalott immer wieder thematisieren.
1869 übersetzte der ostwestfälische Arzt, Politiker und Dichter Friedrich Wilhelm Weber neben einigen Gedichten A. Tennysons Enoch Arden und Aylmers Field, 1874 Maud in die deutsche Sprache. Zu Tennysons bekanntesten Werken zählen:
- The Kraken (1830)
- Ulysses
- The Lady of Shalott
- Marianna

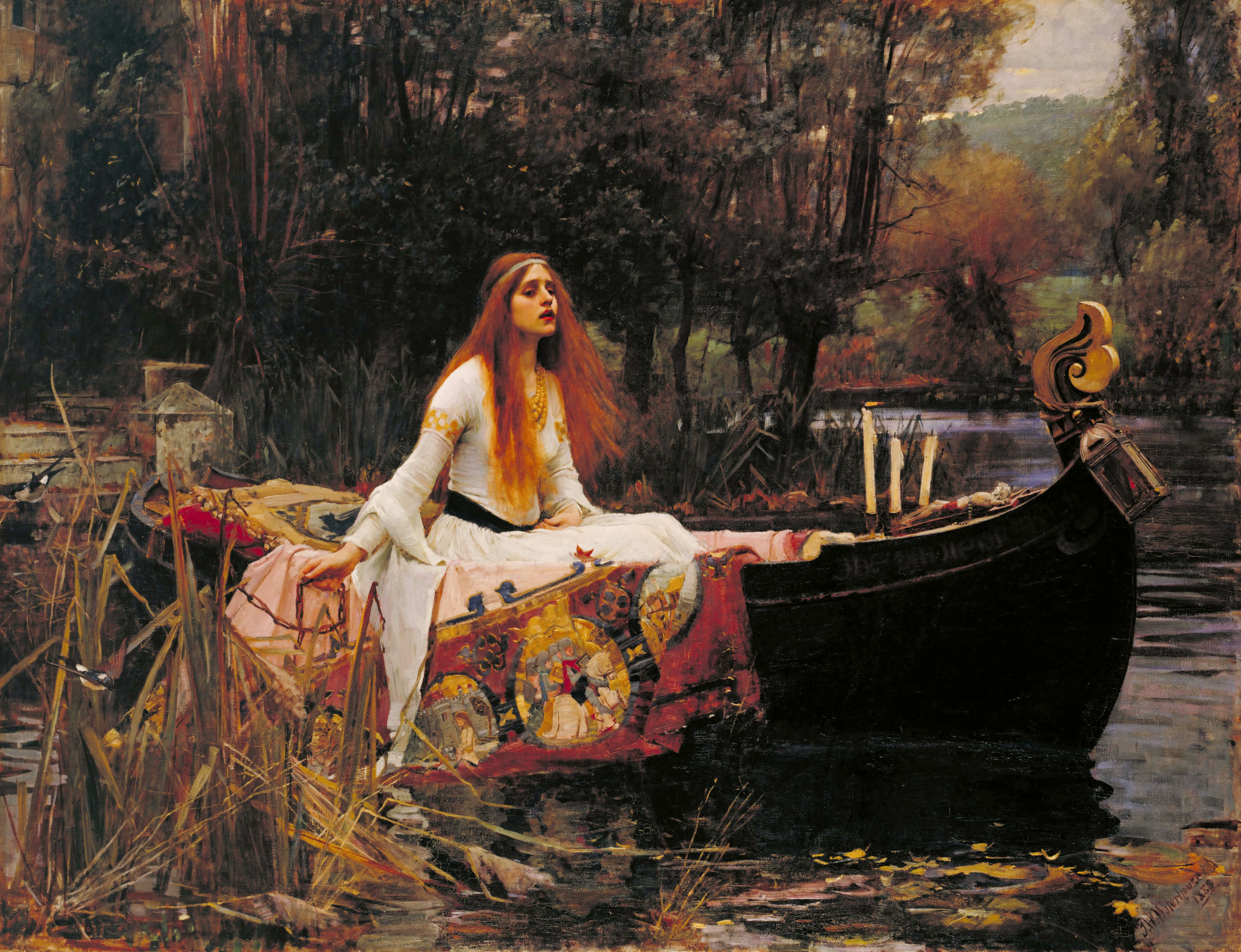
John William Waterhouse: The Lady of Shalott (1888)

- The Charge of the Light Brigade (1854)
- Maud (1855)
- Alymers Field
- The Death of Œnone and Other Poems (1892)
- Enoch Arden (1864)
- Idylls of the King (1859)
- In Memoriam A.H.H (1850)
- The Charge of the Heavy Brigade (1882)

## Vertonungen
- Edward Lear: Poems and Songs by Alfred Tennyson, set to music and inscribed to Mrs Alfred Tennyson, Neun Lieder (1853/1859)
- John Frederick Bridge: Crossing the Bar, Komposition zur Trauerfeier für Tennyson in der Westminster Abbey (1892)
- Richard Strauss: Enoch Arden op. 38, Melodram für Rezitation und Klavier (1897)
- Charles Villiers Stanford:
  - Wellington Ode (1907)
  - The City Child (ca. 1908)
- Ottmar Gerster: Enoch Arden oder Der Möwenschrei (1935/36), Oper, Libretto von Karl Michael Freiherr von Levetzow nach Tennyson.
- Loreena McKennitt: The Lady of Shalott (1991)
- Elinor Remick Warren (1900–1991): The Legend of King Arthur (1939) – für Tenor, Bariton, Orchester und Chor; Auszug aus den Königsidyllen – Idylls of the King
- Arthur Sullivan: The Foresters. Robin Hood and Maid Marian, Bühnenmusik (1892)
- Klaus Miehling: Three Poems by Alfred Tennyson für vierstimmigen gemischten Chor, op. 145 (2008)

## Weiteres
Das Kap Tennyson in der Antarktis wurde nach ihm benannt.
Anspielungen und Zitate aus Werken von Tennyson findet man immer noch häufig, auch in Werken der Popkultur. Im Spielfilm Der Club der toten Dichter werden auch ein paar Verse von Alfred Lord Tennyson vorgetragen: „Kommt, meine Freunde, noch ist es nicht zu spät, eine neue Welt zu suchen, … “ aus Ulysses. Andere Verse aus demselben Gedicht zitiert die Geheimdienst-Chefin M in dem James-Bond-Film Skyfall während einer parlamentarischen Anhörung, als ein Mordversuch gegen sie unternommen wird, der scheitert, weil sich Bond dem Angreifer erfolgreich in den Weg stellt – unter Anspielung auf alte, unbeugsame Tugenden, wie es in dem Gedicht beschrieben wird: „… One equal temper of heroic hearts,/ Made weak by time and fate, but strong in will/To strive, to seek, to find, and not to yield.“

## Literatur

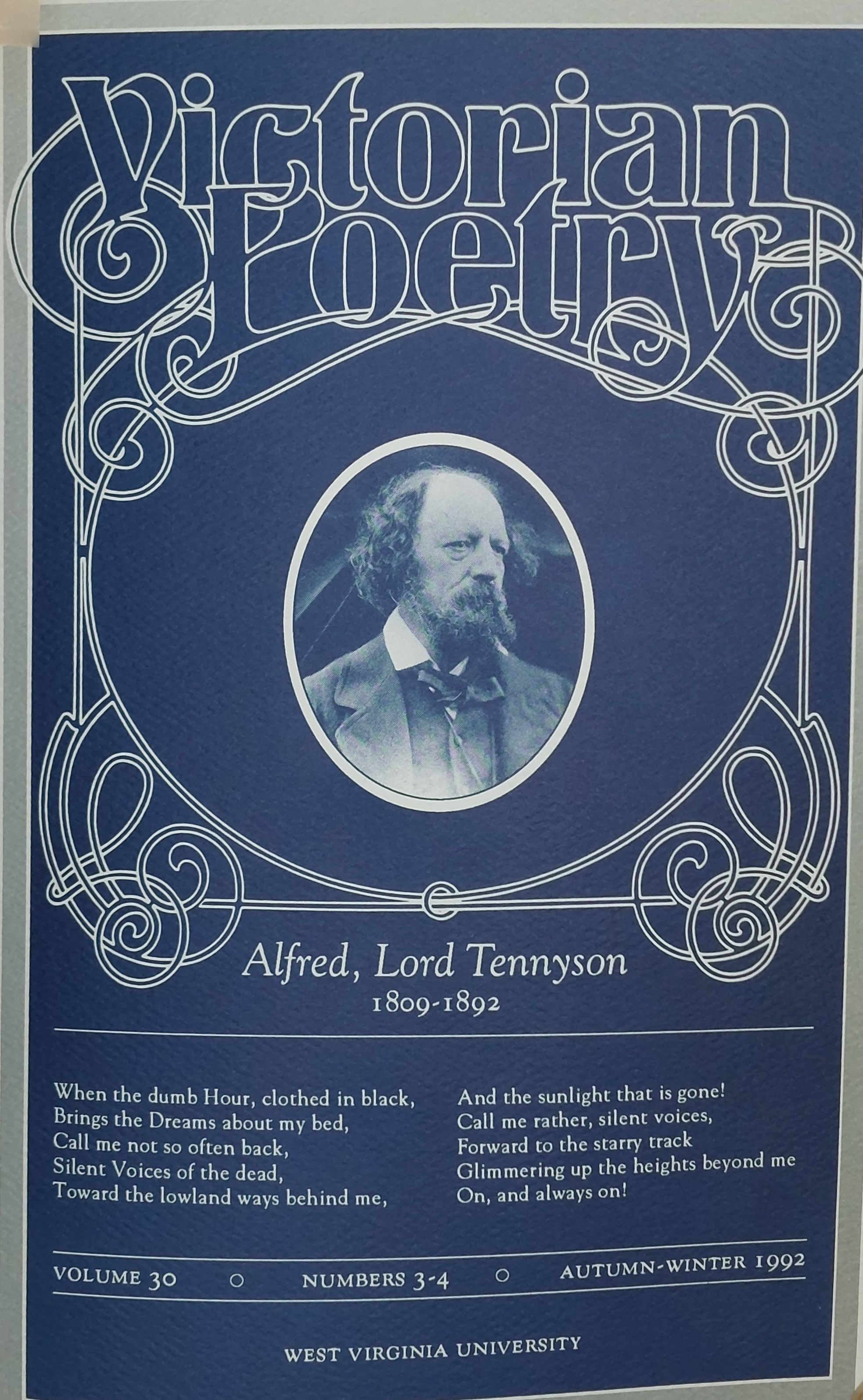
Victorian Poetry (1992)

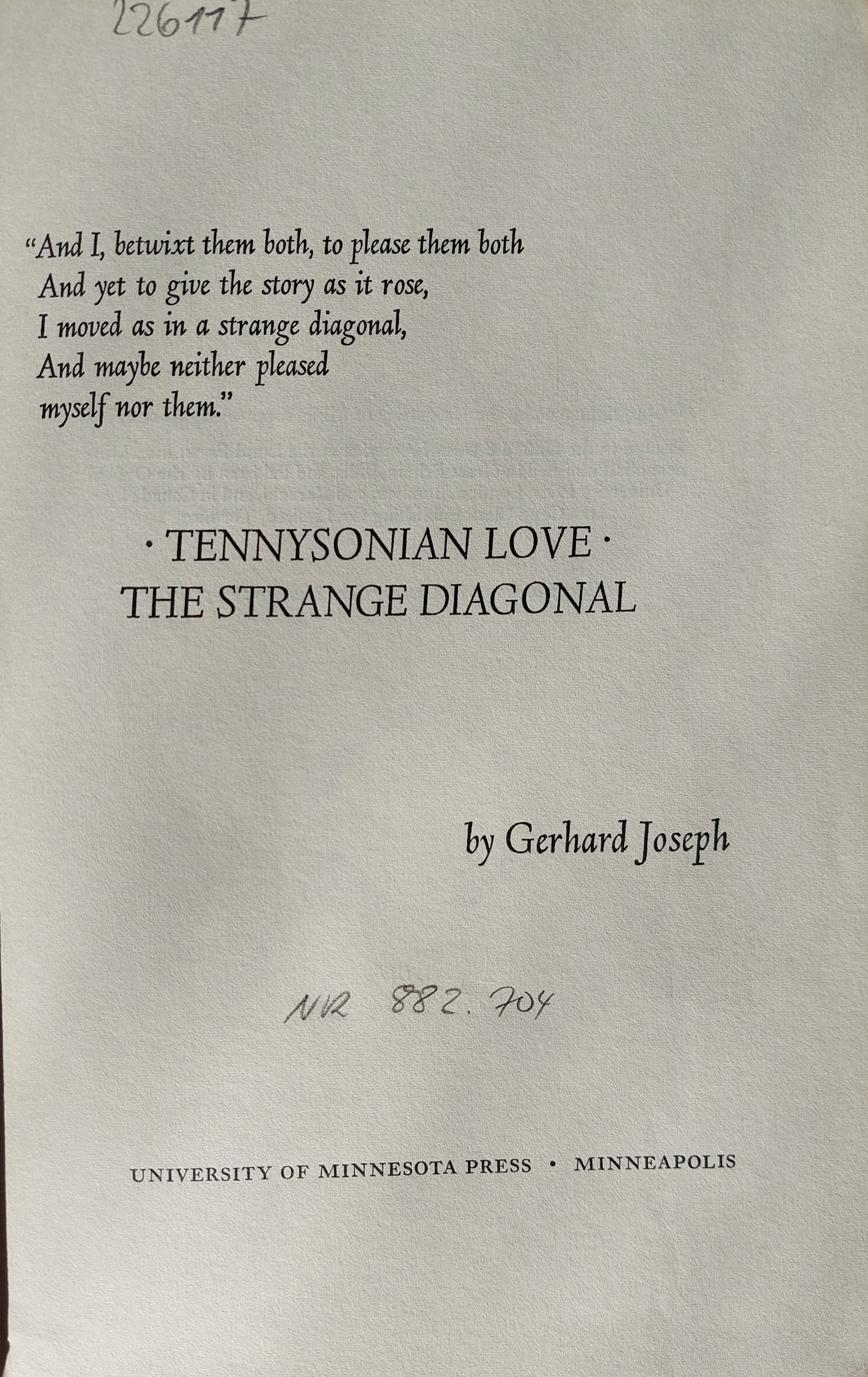
Gerhard Joseph: Tennysonian love (1969)